# Prabstorf
Prabstorf ist ein Ortsteil der Stadt Dannenberg (Elbe) in der Samtgemeinde Elbtalaue im Landkreis Lüchow-Dannenberg in Niedersachsen.
Das Dorf liegt 2,5 km südöstlich vom Kernbereich von Dannenberg. Am westlichen Ortsrand fließt die Alte Jeetzel.

## Geschichte
Am 1. Juli 1972 wurde Prabstorf in die Stadt Dannenberg (Elbe) eingegliedert.